# Leonard Królak

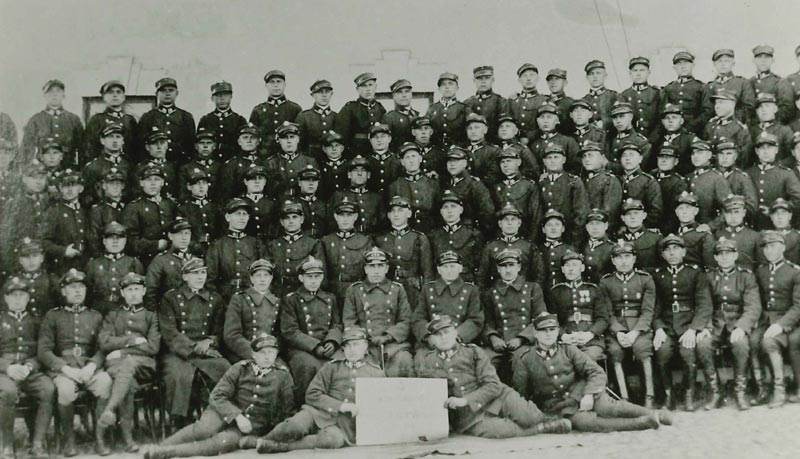
1 kompania strzelecka 14 pp w 1933 roku. W środku siedzi dowódca pułku - płk Ignacy Misiąg. Na prawo od niego dowódca kompanii - kpt. Jan Fleischmann i ppor. Ryszard Jagiełło. Na lewo siedzą dowódca I batalionu - mjr Wilhelm Paszkiewicz, ppor. Władysław Stepokura i ppor. Leonard Królak.

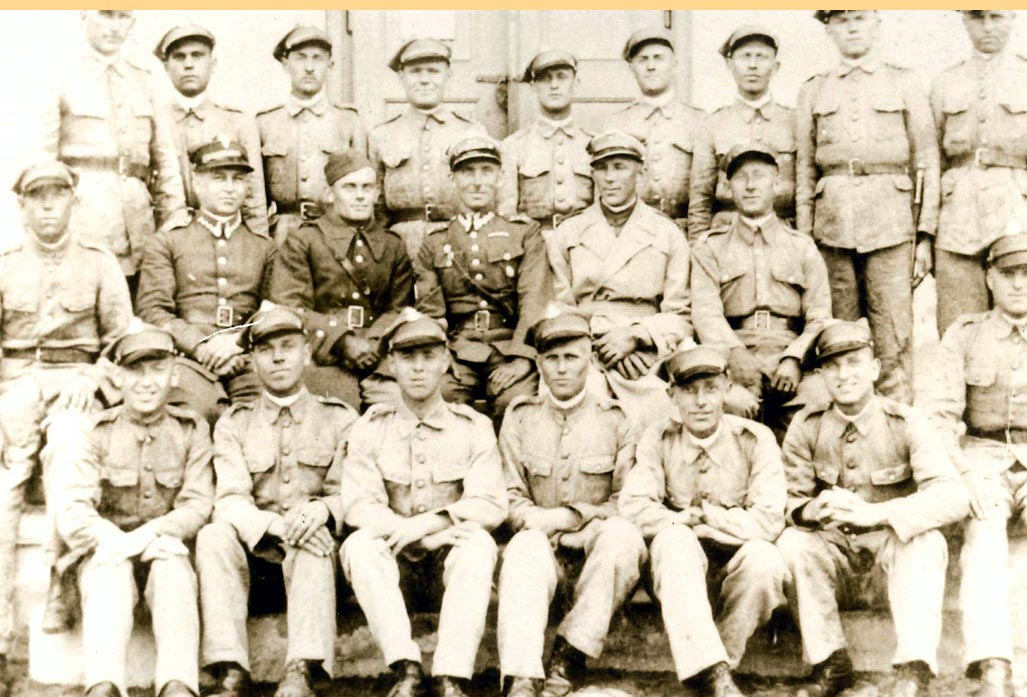
2 kompania 14 pp w roku 1934. W środku d-ca kompanii por. Karol Holly, na lewo ppor. Zygmunt Buczyński, po prawej ppor. Leonard Królak.

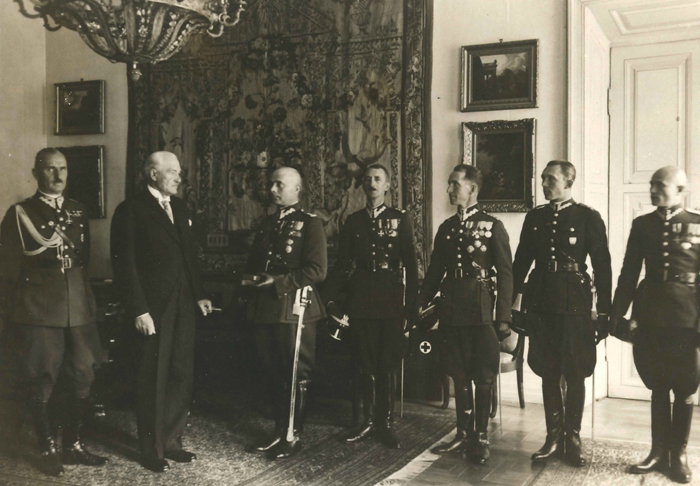
16 października 1934 - delegacja 14 pp wręcza prezydentowi RP Ignacemu Mościckiemu odznakę pułkową. Od lewej stoją: płk Jan Głogowski, Ignacy Mościcki, ppłk Franciszek Sudoł, ppłk Hugo Mijakowski, kpt. Józef Rodzeń, ppor. Leonard Królak i st. sierż. Stanisław Kopf.

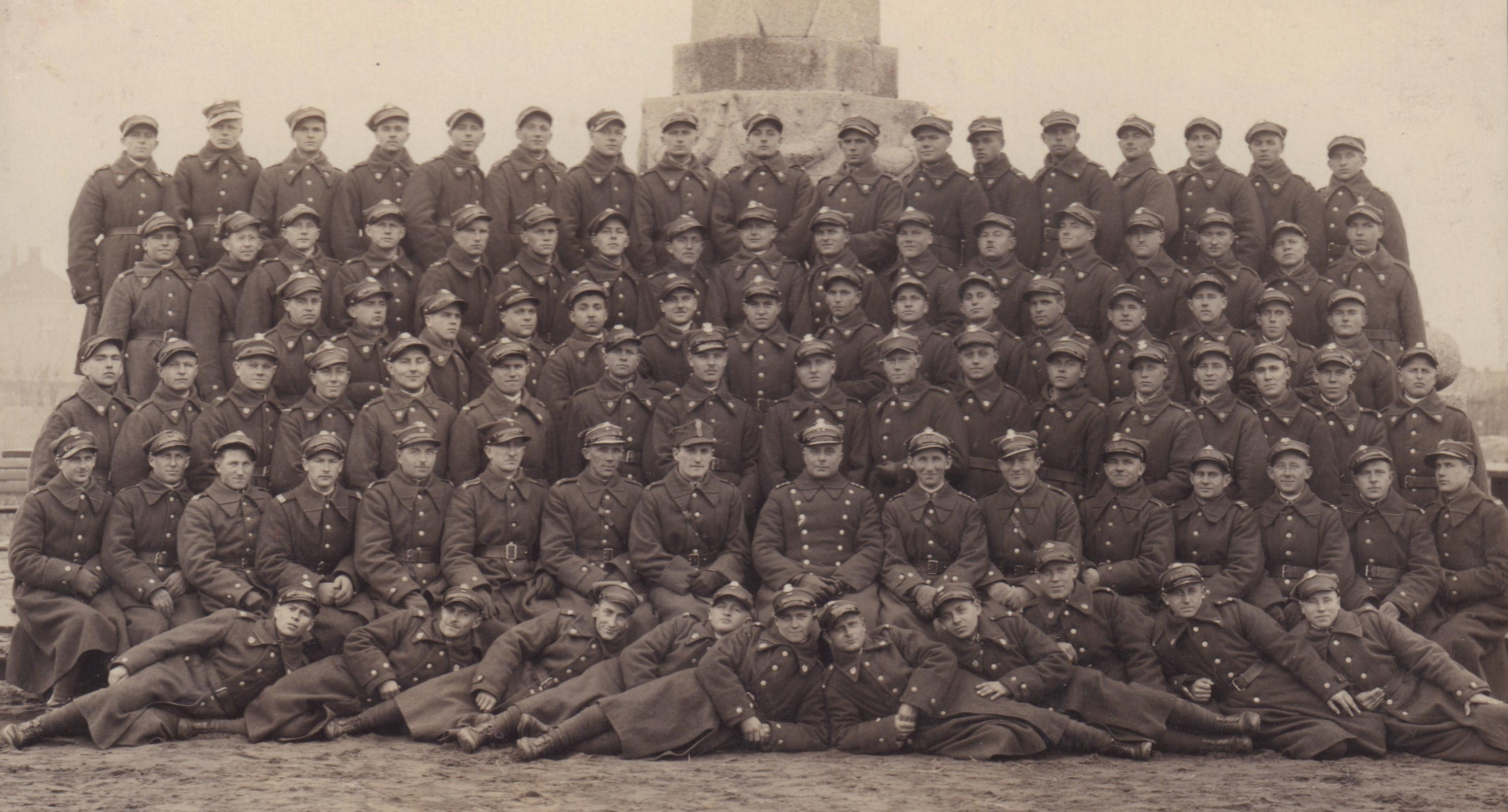
5 kompania 14 pp na przełomie lat 1934/1935. W środku siedzi d-ca 14 pp ppłk Franciszek Sudoł, na prawo od niego d-ca 5 kompanii kpt. Józef Rodzeń. Na lewo od dowódcy pułku siedzą mjr Aleksander Fiszer (d-ca II batalionu) i ppor. Leonard Królak.

Leonard Stanisław Królak (ur. 14 stycznia 1908 w Pułtusku, zm. ?) – porucznik piechoty Wojska Polskiego, kapitan Polskich Sił Zbrojnych, uczestnik wojny obronnej Polski w 1939 r. i bitwy o Monte Cassino, kawaler Krzyża Srebrnego Orderu Wojennego Virtuti Militari.

## Życiorys
Urodził się w Pułtusku jako syn Aleksandra (ur. 1885) i Stefanii ze Szmytów. Jego rodzeństwem byli: Jan, Zygmunt (1924–1984), Irena (1913–1985) i Marta (1919–1989). Leonard Królak miał jeszcze siostrę zmarłą zaraz po zakończeniu II wojny światowej.
Zarządzeniem Prezydenta Rzeczypospolitej Ignacego Mościckiego (opublikowanym w Dzienniku Personalnym Ministerstwa Spraw Wojskowych Nr 9 z 1932 roku) mianowany został na stopień podporucznika w korpusie oficerów piechoty, ze starszeństwem z dnia 15 sierpnia 1932 roku i 36. lokatą. Zarządzeniem Ministra Spraw Wojskowych wcielony został do 14 pułku piechoty, stacjonującego we Włocławku. Na dzień 1 lipca 1933 r. jako podporucznik 14 pp nadal zajmował 36. lokatę w swoim starszeństwie (była to jednocześnie 522. lokata łączna pośród podporuczników korpusu piechoty). Na rok 1934 wyznaczony został do składu Sądu Honorowego 14 pułku piechoty. 
Służąc we włocławskim pułku zajmował między innymi stanowisko młodszego oficera 2 kompanii strzeleckiej (na dzień 4 września 1934 r.) i młodszego oficera 5 kompanii strzeleckiej (we wrześniu 1933 roku i na dzień 17 września 1934 r.). W październiku 1934 roku wraz z delegacją 14 pułku piechoty wręczał, na Zamku Królewskim w Warszawie, odznakę pułkową Prezydentowi Rzeczypospolitej Polskiej – Ignacemu Mościckiemu. Awansowany do stopnia porucznika został zarządzeniem Prezydenta Rzeczypospolitej z dnia 1 marca 1935 r. (opublikowanym w dniu 4 marca 1935 r.) – z 64. lokatą w korpusie oficerów piechoty i starszeństwem z dnia 1 stycznia 1935 roku. Jako porucznik 14 pułku piechoty zajmował na dzień 5 czerwca 1935 roku nadal 64. lokatę w swoim starszeństwie (była to 2499. lokata łączna wśród poruczników piechoty). Na dzień 21 września 1936 r. dowodził 8 kompanią strzelców w III batalionie 14 pp. 

## Służba w Korpusie Ochrony Pogranicza[b]
Na mocy rozkazu 2250/tj. II-3 Biura Personalnego Ministerstwa Spraw Wojskowych z dnia 9 listopada 1937 r. porucznik Leonard Królak został przeniesiony z 14 pułku piechoty i przydzielony do batalionu KOP „Nowe Święciany” (pułk KOP „Wilno”). Rozkazem dziennym Nr 115 dowódcy batalionu „Nowe Święciany” z dnia 30 listopada 1937 r. został wyznaczony na stanowisko młodszego oficera – dowódcy plutonu w 2 kompanii granicznej „Kozaczyzna”. W okresie od 22 do 26 stycznia 1938 r. przebywał w Zakopanem na kursie narciarskim w obozie wojskowym dla instruktorów, a w lutym tegoż roku uczestniczył w rajdzie narciarskim szlakiem legionów w Bezdanach. W dniu 10 czerwca 1938 r. wraz z reprezentacją batalionu wziął udział w zawodach strzeleckich w Nowych Trokach. Z dniem 1 sierpnia 1938 r. został przesunięty na stanowisko dowódcy plutonu w kompanii odwodowej baonu „Nowe Święciany” (kompania odwodowa stacjonowała w Ignalinie), co potwierdzone zostało w rozkazie dziennym batalionu Nr 69 z dnia 7 września 1938 r. We wrześniu 1938 roku został wyznaczony na referenta wf batalionu oraz prezesa sekcji lekkoatletycznej Wojskowego Klubu Sportowego Batalionu KOP „Nowe Święciany”, wchodząc jednocześnie w skład zarządu tego klubu jako sekretarz. W okresie od dnia 21 października 1938 r. do dnia 7 lutego 1939 roku porucznik Królak przydzielony był do Oddziału Wydzielonego KOP „Lwów”, stacjonującego na południowej granicy Polski. Na dzień 23 marca 1939 r. nadal pełnił funkcję dowódcy plutonu w kompanii odwodowej batalionu KOP „Nowe Święciany”, zajmując w tym czasie 55. lokatę wśród poruczników piechoty w swoim starszeństwie. W dniu 8 maja 1939 r. wyjechał do szpitala wojskowego w Wilnie celem leczenia. Jako członek kompanii honorowej brał udział – w dniu 4 czerwca 1939 roku w miejscowości Turmont – w ceremonii powitania dowódcy estońskiej Straży Granicznej. Leonard Królak planowany był do przydzielenia na kurs dowódców kompanii w Centrum Wyszkolenia Piechoty w Rembertowie, w związku z czym od dnia 5 czerwca 1939 r. uczestniczył w przeszkoleniu w kompanii ckm w Nowych Święcianach. 

## Kampania wrześniowa i służba w PSZ
W dniu 4 września 1939 r. zajmował stanowisko dowódcy 3 kompanii w I batalionie 155 pułku piechoty (rezerwowego), wchodzącego w skład 45 Dywizji Piechoty Rezerwowej. I batalion 155 pprez. mobilizowany był przez 16 pułk piechoty z Tarnowa. Oddziałów 45 DP Rez. nigdy nie udało się złączyć w wielką jednostkę (poszczególne oddziały i pododdziały walczyły oddzielnie). W toku walk, w nocy z 10 na 11 września, 155 pprez. dowodzony przez ppłk. Stanisława Kwapniewskiego przeszedł San w okolicach Jawornika Ruskiego. Tutaj większość pododdziałów pułku utraciła łączność między sobą i uległa rozproszeniu. Jedynie I batalion przeszedł Jawornik Ruski i ruszył dalej w kierunku Birczy. Na miejsce zbiórki pułku pod Cisową (w okolicach Birczy) przyprowadził por. Królak swą niepełną już kompanię. 
Udało mu się uniknąć niewoli i przedostać na Zachód. W dniu 1 września 1940 r. porucznik Leonard Królak zajmował stanowisko dowódcy plutonu przeciwlotniczego w 14 batalionie kadrowym strzelców 5 Brygady Kadrowej Strzelców w Szkocji. Pod koniec 1941 roku został przeniesiony do Armii Polskiej w ZSRR. Na dzień 21 sierpnia 1942 r. pełnił funkcję IV zastępcy szefa sztabu 16 pułku piechoty w 6 Lwowskiej Dywizji Piechoty. Do stopnia kapitana został awansowany ze starszeństwem z dniem 3 maja 1943 r. W dniu 21 marca 1944 r. zajmował stanowisko dowódcy 3 kompanii 17 Lwowskiego batalionu strzelców w 6 Lwowskiej Brygadzie Piechoty wchodzącej w skład 5 Kresowej Dywizji Piechoty. 
Dowodził 3 kompanią 17 baonu strzelców (dowódcą baonu był mjr Mieczysław Anzelm Baczkowski) podczas natarcia na wzgórze San Angelo, będącego częścią bitwy o Monte Cassino. W dniu 17 maja 1944 r. został trzykrotnie ranny w rękę oraz ciężko ranny (pociskiem moździerzowym) w brzuch i płuca. Pomimo ciężkiej kontuzji kapitan Królak powrócił do zdrowia. Następnie przydzielony został do 16 Lwowskiego batalionu strzelców. Na dzień 26 marca 1945 r. zajmował stanowisko zastępcy dowódcy 12 Wołyńskiego batalionu strzelców w 4 Wołyńskiej Brygadzie Piechoty (w 5 Kresowej Dywizji Piechoty).
W dniu 1 lipca 1945 r. Naczelny Wódz Polskich Sił Zbrojnych, gen. dyw. Tadeusz Bór-Komorowski, zatwierdził awans kpt. Królaka do stopnia majora służby stałej piechoty z dniem 1 stycznia 1946 roku. 
W październiku 1946 roku powrócił z Włoch do Anglii, w maju 1947 r. wstąpił do Polskiego Korpusu Przysposobienia i Rozmieszczenia. Zarządzeniem z dnia 19 grudnia 1947 r. nadano kapitanowi Królakowi Order Wojenny Virtuti Militari kl. 5 (nr 12095), co ogłoszono w londyńskim Dzienniku Personalnym PSZ Nr 2 z 25 lutego 1948 r. 
W dniu 10 lipca 1948 roku przybył na pokładzie statku „Empire Trooper” do stolicy Argentyny – Buenos Aires . Na pokład tego statku Leonard Królak wszedł w angielskim porcie Southampton, a po przybyciu do Argentyny zadeklarował się jako samotny katolik z polskim obywatelstwem . Dalsze losy Leonarda Królaka pozostają nieznane.

## Awanse
- podporucznik (15 sierpnia 1932)[1]
- porucznik (1 stycznia 1935)[8]
- kapitan (3 maja 1943)
- major – (1 stycznia 1946)

## Ordery i odznaczenia
- Krzyż Srebrny Orderu Wojennego Virtuti Militari nr 12095 (19 grudnia 1947)
- Krzyż Walecznych[29]
- Krzyż Pamiątkowy Monte Cassino nr 18570[30]
- Odznaka za Rany i Kontuzje (pięciokrotnie)[29]
- Państwowa Odznaka Sportowa[31]
- Odznaka Grenadierska[31]